# 新小倉発電所
新小倉発電所（しんこくらはつでんしょ）は、福岡県北九州市小倉北区西港町64-1に位置する九州電力の天然ガス火力発電所である。

## 概要
開発当初、小倉発電所（8.1万kW、1963年11月30日廃止）があったため新小倉発電所と名付けられた。1961年に1号機が運転を開始、2号機までが建設され、高度経済成長期に北九州工業地帯の発展を下支えした。
当初は主に筑豊炭を用いていたが、エネルギー構造や電源構成の変化に対応するため石油を経て天然ガスへの転換や3〜5号機の増設が行われた。老朽化に伴い1、2号機は廃止され、九州電力最大の火力発電所の座を新大分発電所に明け渡したが、依然、大需要地の発電所として重要な地位を占めている。

## 発電設備
- 総出力：180万kW[1]
- 敷地面積：約41万m2

3号機
定格出力：60万kW
使用燃料：LNG
営業運転開始：1978年9月29日
4号機（2021年4月から計画停止）
定格出力：60万kW
使用燃料：LNG
営業運転開始：1979年6月1日
5号機
定格出力：60万kW
使用燃料：LNG
営業運転開始：1983年7月1日

## 廃止された発電設備
1号機（廃止）
定格出力：15.6万kW
使用燃料：LNG（過去には石炭・石油も使用）
営業運転期間：1961年10月10日 - 2004年10月1日
2号機（廃止）
定格出力：15.6万kW
使用燃料：LNG（過去には石炭・石油も使用）
ボイラー：ベンソン形貫流ボイラー（電気事業用として初採用）
営業運転期間：1962年11月30日 - 2004年10月1日